# Témenos (Creta)
Témenos (em grego: Τέμενος) é uma unidade municipal do município de Heraclião, no centro da ilha de Creta, Grécia. Faz parte da unidade regional de Heraclião e tem como capital a vila de Profitis Ilias (ou Profetes Elías; Προφήτης Ηλίας; "Profeta Elias").
No passado, a província de Témenos (em grego: Επαρχία Τεμένους) extinta em 2006, era uma das províncias da prefeitura de Heraclião. O seu território correspondia ao do atual município de Heraclião (exceto a unidade municipal de Gorgolainis e algumas aldeias) e à unidade municipal de Arcánes, atualmente parte do município de Arcánes-Asterúsia. A atual unidade municipal foi criada pela reforma administrativa de 2011.
Tem 56,61 km² de área e em 2001 tinha 3 218 habitantes (densidade: 56,8 hab./km²). Profitis Ilias situa-se 19 km a sul do centro de Heraclião e a segunda localidade mais importante, Kiparissou, encontra-se menos de 6 km a sudoeste de Profitis Ilias (distâncias por estrada).

## História
A antiga cidade de Licasto, mencionada por Homero, situava-se no que é hoje a comuna de Profitis Ilias, que até 1955 se chamou (em grego: Κανλί ΚαστέλιCanli Castéli). A acrópole de Licasto foi identificado por estudos arqueológicos na colina de Rócca (Ρόκκα). A cidade foi demolida por Nicéforo Focas, o general bizantino e futuro imperador que reconquistou Creta aos sarracenos (ver Emirado de Creta). Focas mandou construir uma fortaleza na acrópole de Licasto, um facto mencionado pelo cronista bizantino Leão, o Diácono.[carece de fontes?]
Durante a ocupação veneziana (ver Ducado de Cândia), a fortaleza, conhecida então como oppidum fortissimum, teve um papel muito importante. Os venezianos concederam a região —  Castello Temene — a uma família como feudo.[carece de fontes?] Durante a revolta dos irmãos Hagiostefanitai, em 1212, no início da ocupação veneziana, na sequência do cerco a Cândia (Heraclião) por Marco Sanudo, duque de Naxos, a fortaleza serviu de refúgio ao primeiro duque de Cândia, Jacopo Tiepolo, que ali reuniu o seu exército para contra-atacar Sanudo. Depois disso, a fortaleza de Témenos foi reparada várias vezes.[carece de fontes?]
Após a conquista de Creta pelos otomanos, a fortaleza foi cedida pelo governador turco de Cândia ao traidor veneziano Andrea Barotsi. O nome antigo da vila de Profitis Ilias — Canli Castéli ("forte do sangue") — deve-se à derrota humilhante sofrida pelos turcos frente aos veneto-cretenses em 1647. O nome atual da vila, rebatizada em 1955 deve-se a uma antiga igreja dedicada ao profeta Elias.[carece de fontes?]

## Comunas de Témenos
| Comuna                                           | População | Localidades                                                                                          | População          |
| ------------------------------------------------ | --------- | --- | ------------------ |
| Profitis Ilias (Προφήτης Ηλίας)                  | 1 471     | Profitis Ilias                                                                                       |                    |
| Ágios Sullas (Άγιος Σύλλας)                      | 881       | Ágios Sullas Zervoú Metóchi (Ζερβού Μετόχι) Cámpos (Κάμπος) Maládes (Μαλάδες) Tsagaráki (Τσαγκαράκι) | 546 39 164 35 97   |
| Kypárissos (Κυπάρισσος) ou Kyparíssi (Κυπαρίσσι) | 866       | Kypárissos Galéni (Γαλένι) Calós (Καλός) Carcadiótissa (Καρκαδιώτισσα) Roucáni (Ρουκάνι)             | 347 19 101 185 214 |